# Telangiektasi
Telangiektasi, kallas också spindelkärl, är en kärlsjukdom där blodkärlen har permanent utvidgats och leder till små, fokala, röda skador som uppstår vanligen i huden eller slemhinnorna. Tillståndet kännetecknas av framträdande blodkärl i huden såsom spindelkärl.